# Горни-Окол
Горни-Окол (болг. Горни Окол) — село в Болгарии. Находится в Софийской области, входит в общину Самоков. Население составляет 192 человека.

## Политическая ситуация
В местном кметстве Горни-Окол, в состав которого входит Горни-Окол, должность кмета (старосты) исполняет Иванка Лилова Фускова (коалиция в составе 2 партий: Объединённый блок труда (ОБТ) и Движение за социальный гуманизм) по результатам выборов.
Кмет (мэр) общины Самоков — Ангел Симеонов Николов (Болгарская социалистическая партия (БСП)) по результатам выборов.

## Фото

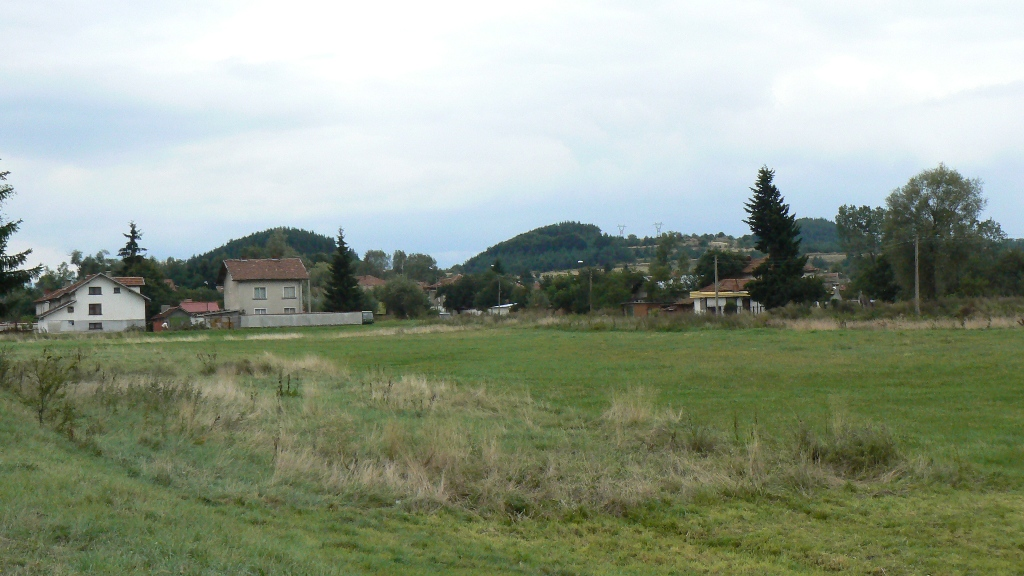

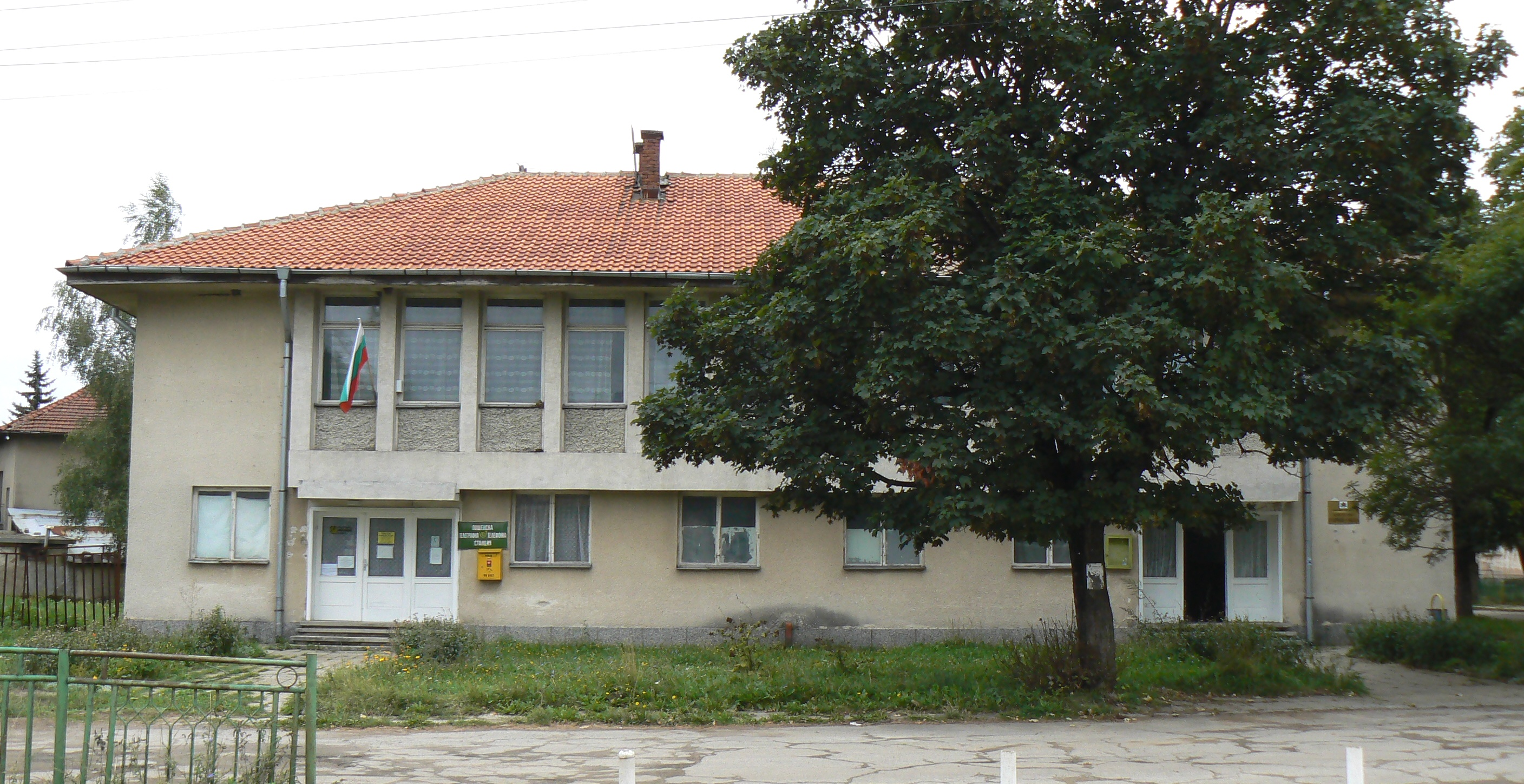